# 里爾的阿蘭
里爾的阿蘭（拉丁語：Alanus ab Insulis，1128年—1202年），法国神学家、诗人。

## 生平
阿蘭在12世紀末，他以犀利的批判異端著稱，隨後加入西多會，但始終保持著保守思想。當時，伊斯蘭教和猶太教對基督教王國構成威脅，同時阿爾比派的神秘主義異端也成為羅馬教會的重大問題。在《公教會信仰的藝術》中指出，對於不承認權威的異教信仰，信仰的權威無效。在《論神學公理》中，提出「上帝是無處不在的智慧領域。在《自然的哀歌》中表達信仰超越自然理性的信念。

## 著作
- 《公教會信仰的藝術》
- 《論神學公理》
- 《自然的哀歌》